# Huda Lutfi
Huda Lutfi, née en 1948, est une artiste et une historienne de la culture égyptienne, sensible à la condition féminine dans son pays, ainsi qu'aux soubresauts politiques et sociaux. Ses œuvres reflètent une diversité de styles.

## Biographie
Huda Lutfi est née au Caire en 1948. Elle effectue des études supérieures en culture islamique et en histoire à l'Université McGill,,.
Elle rejoint ensuite le département d'Arabe et de Civilisation Islamique et arabe à l'Université Américaine au Caire.
Ses œuvres reflètent une diversité de styles, empruntant par exemple à des traditions pharaonique, copte, occidentale, Islamique. Parmi les thèmes récurrents figurent la condition féminine en Égypte, l'évolution politique et sociale de l'Égypte, l'évolution de la ville du Caire, ou encore la violence des rapports sociaux,.